# 明神智和
明神 智和（みょうじん ともかず、1978年1月24日 - ）は、兵庫県神戸市出身の元プロサッカー選手。ポジションはミッドフィールダー。元日本代表。

## 経歴

### プロ入り前
2歳年上の兄の影響で小学2年生の頃から、地元神戸市の木津SCでサッカーを始める。小学5年時に兵庫県から千葉県に引越し、イーグルスユナイテッドFCに編入。ジュニアユースチームでもプレーした。

### プロ入り後
イーグルスユナイテッドFCから柏レイソルユースを経て、1996年に柏レイソルへ入団。1997年にはFIFAワールドユース選手権中盤の主力として活躍を見せるとともに、長らくキャプテンを務め、1999年にはクラブ初タイトルとなるナビスコカップ優勝に貢献。2000年にはクラブ初のJリーグベストイレブンを受賞した。
2000年、当時のU-23兼日本代表監督であったフィリップ・トルシエの高い評価を受け、U-23代表、及びA代表に選出された。U-23では主にディフェンシブハーフとして、A代表では主に右サイドで起用されると、シドニーオリンピックでのベスト8進出や、アジアカップでは2得点を挙げ、日本代表のアジア制覇に貢献。堅実で勤勉なプレースタイルから、トルシエは「完璧なチームとは、8人の明神と3人のクレイジーな選手で構成される」と、組織的な日本のチームにおいて不可欠な選手であると絶賛した。
以後、トルシエジャパンのレギュラーの座を獲得、2002 FIFAワールドカップでも3試合に出場し、日本代表初の決勝トーナメント進出に貢献した。2003年には、山本昌邦監督率いるU-22日本代表のテストマッチに（アテネオリンピックのオーバーエイジ枠を見据えて）出場したが、本大会には選出されなかった。
2006年、柏のJ2降格に伴い、かつて柏を率いていた西野朗が監督を務めるガンバ大阪に加地亮、播戸竜二、マグノ・アウベス、ガンバユースから平井将生、安田理大、横谷繁らと共に移籍加入した。
その後、遠藤保仁、二川孝広、橋本英郎らと共に黄金の中盤と称されながらガンバ攻撃陣の中軸を担い、多くのタイトル獲得に貢献。2009年には当時の鹿島アントラーズ監督オズワルド・オリヴェイラからJリーグ選抜に選出され、韓国・Kリーグ選抜とのオールスターゲームJOMO CUPに出場。また、同年度の日刊スポーツ提供「黄金の脚賞」を受賞し、天皇杯決勝の名古屋グランパスエイト戦では豊富な運動量でチャンスを演出し、チームの天皇杯連覇に貢献。
2010年からは前年に松代直樹が現役引退したことで、チーム最年長選手となり、松代から主将を引き継いだ。2011年10月2日Jリーグ第28節・ガンバ大阪創立20周年記念試合において、サポーターが選ぶガンバ大阪歴代ベストイレブンに輝き、またガンバの公式応援番組『GAMBA TV〜青と黒〜』の年末特別企画『GAMBA TV アウォーズ』において、影のMVPにも選出された。
2012年、リーグ戦にて伊東輝悦、山田暢久、楢﨑正剛に続き史上4人目となるJ1通算450試合出場を達成した。1年通して大きな怪我もなく出場したが、チームは極度の不振に陥りJ2へ降格した。
2013年、チーム主将を遠藤保仁に譲った。自身初のJ2でのプレーとなったこの年、開幕当初こそスタメンで起用されたものの、怪我と若手の台頭で徐々に出場機会を減らし、シーズン終盤は右膝靭帯損傷で長期離脱となってしまった。それでも代表の遠藤・今野が不在となったFIFAコンフェデレーションズカップ期間中はチーム最年長としてチームを牽引し、無敗でリーグ戦を折り返した。その後も経験値を活かしながら要所で活躍。出場は天皇杯を含め21試合に留まったがクラブのJ2優勝、J1昇格に貢献した。
2014年、リーグ戦の出場はG大阪移籍後では最も少ない12試合に留まったが、ヤマザキナビスコカップ5試合、天皇杯4試合に出場し、試合前などチームを引き締める姿勢は指揮官の長谷川健太から絶大な信頼を寄せられた。この年、ガンバは昇格1年目にして国内三冠を達成し、自身にとってはプロ入り19年目にして初のリーグ優勝となった。
2015年シーズン終盤、G大阪から契約を更新しないことを通知されコーチ就任を打診されたが、現役続行を決断。2016年1月6日、名古屋グランパスへの完全移籍が発表された。名古屋ではリーグ戦15試合に止まり、2016年シーズン終了後に契約満了により退団。
2017年よりAC長野パルセイロへ完全移籍により加入した。
2019年シーズン限りで引退を発表。

## 引退後
2020年より古巣であるガンバ大阪のジュニアユースコーチに就任する事が発表された。
2025年よりガンバ大阪トップチームのコーチに就任。

## 人物・エピソード
- 『やべっちFC』記念すべき第1回のゲスト。2007年5月の月間「巧」を受賞。
- フードコーディネーターの夫人は「週刊サッカーマガジン」で、2010年10月から2年間延べ100回にわたり「鉄人のつくり方」というレシピを紹介するコーナーを連載し、多彩なメニューと食が育む力、楽しさや素晴らしさ、奮闘記を紹介した。
- 愛用のスパイクシューズ・ウェアはumbro[9]
- お気に入りのファッションブランドは「SOPHNET.」「WACKOMARIA」「MEN'S MELROSE」とはコラボレートTシャツ[10] を製作している[11]。
- ゴルフやサーフィンをするなど趣味は幅広い。
- 野球好き。[12] 2014年5月29日セ・パ交流戦、阪神タイガース－埼玉西武ライオンズを甲子園球場でチームメートの木村敦志らと観戦している。
- 好きな言葉はマクシム・ゴーリキーの『才能とは、自分自身を、自分の力を信じることである』、中村清の『天才は有限、努力は無限』
- JRA栗東所属の騎手福永祐一や川田将雅らとも交流がある。
- 元全日本女子バレーボール代表選手の竹下佳江とも交友がある。
- ガンバ大阪が運営するファンクラブの感謝祭2012では、映画テルマエ・ロマエで阿部寛が演じた主人公に扮して会場を驚かせ、2013には2年前と同じムエタイ選手になりきって寸劇[13] に登場するなど、身体的特長を生かした立ち居振る舞いで観客を湧かせた。
- 2014年のファンミーティングはスポンサーブースやガンバフェスティバルの競技に登場し、ステージ上のカラオケコンテストではAKB48の「恋するフォーチューンクッキー」(サビの部分)を歌う。イベントで結成された黒チームは健闘するも今回のコンテストで敗れ罰ゲーム（ゴリラのものまね）をする事に。観客の笑いを誘った。また選手企画プログラムではTRFのDJ KOOのものまねを披露。EZ DO DANCEを熱唱した。
- 2013年8月17日に父親が67歳で他界。翌日のコンサドーレ札幌との試合では、プロサッカー選手として気丈に振る舞い、勝利に貢献した。
- 2015年8月1日、週刊女性PRIME新企画「Jのアイドルを探せ!」〜G大阪編【4】〜[14] よりインタビューの内容がWEB掲載される。
- 2015年10月15日、（公財）ダノン健康財団運営サイト「ごはんだもん！げんきだもん！」 (前編)[15]  2015年11月16日(後編)[16] よりインタビューの内容がWEB掲載される。

## 所属クラブ
ユース経歴
- 1985年 - 1988年 木津SC (神戸市立木津小学校)
- 1988年 - 1992年 イーグルスユナイテッドFC (流山市立向小金小学校 - 流山市立東部中学校)
- 1993年 - 1995年 柏レイソルユース (千葉県立小金高等学校)

プロ経歴
- 1996年 - 2005年  柏レイソル
- 2006年 - 2015年  ガンバ大阪
- 2016年  名古屋グランパス
- 2017年 - 2019年  長野パルセイロ

## 個人成績
| 国内大会個人成績 | 国内大会個人成績 | 国内大会個人成績 | 国内大会個人成績 | 国内大会個人成績 | 国内大会個人成績 | 国内大会個人成績 | 国内大会個人成績 | 国内大会個人成績 | 国内大会個人成績 | 国内大会個人成績 | 国内大会個人成績 |
| 年度             | クラブ           | 背番号           | リーグ           | リーグ戦         | リーグ戦         | リーグ杯         | リーグ杯         | オープン杯       | オープン杯       | 期間通算         | 期間通算         |
| 年度             | クラブ           | 背番号           | リーグ           | 出場             | 得点             | 出場             | 得点             | 出場             | 得点             | 出場             | 得点             |
| 日本             | 日本             | 日本             | 日本             | リーグ戦         | リーグ戦         | リーグ杯         | リーグ杯         | 天皇杯           | 天皇杯           | 期間通算         | 期間通算         |
| ---------------- | ---------------- | ---------------- | ---------------- | ---------------- | ---------------- | ---------------- | ---------------- | ---------------- | ---------------- | ---------------- | ---------------- |
| 1996             | 柏               | -                | J                | 11               | 0                | 2                | 0                | 0                | 0                | 13               | 0                |
| 1997             | 柏               | 17               | J                | 13               | 1                | 6                | 0                | 1                | 0                | 20               | 1                |
| 1998             | 柏               | 17               | J                | 28               | 0                | 4                | 1                | 2                | 0                | 34               | 1                |
| 1999             | 柏               | 17               | J1               | 30               | 1                | 4                | 0                | 3                | 0                | 37               | 1                |
| 2000             | 柏               | 7                | J1               | 29               | 2                | 2                | 0                | 2                | 0                | 33               | 2                |
| 2001             | 柏               | 7                | J1               | 29               | 0                | 4                | 0                | 1                | 0                | 34               | 0                |
| 2002             | 柏               | 7                | J1               | 27               | 1                | 1                | 0                | 0                | 0                | 28               | 1                |
| 2003             | 柏               | 7                | J1               | 29               | 1                | 4                | 0                | 2                | 1                | 35               | 2                |
| 2004             | 柏               | 7                | J1               | 28               | 5                | 6                | 0                | 0                | 0                | 34               | 5                |
| 2005             | 柏               | 7                | J1               | 28               | 1                | 4                | 0                | 1                | 0                | 33               | 1                |
| 2006             | G大阪            | 17               | J1               | 25               | 0                | 2                | 0                | 5                | 0                | 32               | 0                |
| 2007             | G大阪            | 17               | J1               | 33               | 2                | 10               | 0                | 2                | 0                | 45               | 2                |
| 2008             | G大阪            | 17               | J1               | 32               | 3                | 4                | 0                | 5                | 0                | 41               | 3                |
| 2009             | G大阪            | 17               | J1               | 31               | 2                | 2                | 1                | 5                | 2                | 38               | 5                |
| 2010             | G大阪            | 17               | J1               | 29               | 4                | 1                | 0                | 3                | 0                | 33               | 4                |
| 2011             | G大阪            | 17               | J1               | 27               | 2                | 0                | 0                | 1                | 0                | 28               | 2                |
| 2012             | G大阪            | 17               | J1               | 31               | 1                | 2                | 0                | 5                | 1                | 38               | 2                |
| 2013             | G大阪            | 17               | J2               | 20               | 0                | -                | -                | 1                | 0                | 21               | 0                |
| 2014             | G大阪            | 17               | J1               | 12               | 0                | 5                | 0                | 4                | 0                | 21               | 0                |
| 2015             | G大阪            | 17               | J1               | 10               | 0                | 3                | 0                | 1                | 0                | 14               | 0                |
| 2016             | 名古屋           | 17               | J1               | 15               | 0                | 3                | 0                | 0                | 0                | 18               | 0                |
| 2017             | 長野             | 17               | J3               | 16               | 0                | -                | -                | 1                | 0                | 17               | 0                |
| 2018             | 長野             | 17               | J3               | 14               | 0                | -                | -                | 0                | 0                | 14               | 0                |
| 2019             | 長野             | 17               | J3               | 9                | 0                | -                | -                | 2                | 0                | 10               | 0                |
| 通算             | 日本             | 日本             | J1               | 497              | 26               | 69               | 2                | 43               | 4                | 609              | 32               |
| 通算             | 日本             | 日本             | J2               | 20               | 0                | -                | -                | 1                | 0                | 21               | 0                |
| 通算             | 日本             | 日本             | J3               | 39               | 0                | -                | -                | 3                | 0                | 41               | 0                |
| 総通算           | 総通算           | 総通算           | 総通算           | 556              | 26               | 69               | 2                | 47               | 3                | 671              | 32               |

その他の公式戦
- 2004年
  - J1・J2入れ替え戦 2試合0得点
- 2005年
  - J1・J2入れ替え戦 1試合0得点
- 2006年
  - スーパーカップ 1試合0得点
- 2007年
  - スーパーカップ 1試合0得点
- 2009年
  - スーパーカップ 1試合0得点
- 2015年
  - スーパーカップ 1試合0得点

| 国際大会個人成績 | 国際大会個人成績 | 国際大会個人成績 | 国際大会個人成績 | 国際大会個人成績 | FIFA      | FIFA      |
| 年度             | クラブ           | 背番号           | 出場             | 得点             | 出場      | 得点      |
| AFC              | AFC              | AFC              | ACL              | ACL              | クラブW杯 | クラブW杯 |
| ---------------- | ---------------- | ---------------- | ---------------- | ---------------- | --------- | --------- |
| 2006             | G大阪            | 17               | 3                | 0                | -         | -         |
| 2008             | G大阪            | 17               | 11               | 1                | 3         | 0         |
| 2009             | G大阪            | 17               | 5                | 0                | -         | -         |
| 2010             | G大阪            | 17               | 6                | 0                | -         | -         |
| 2011             | G大阪            | 17               | 5                | 0                | -         | -         |
| 2012             | G大阪            | 17               | 5                | 0                | -         | -         |
| 2015             | G大阪            | 17               | 4                | 0                | -         | -         |
| 通算             | AFC              | AFC              | 39               | 1                | 3         | 0         |

その他の国際公式戦
- 2006年
  - A3チャンピオンズカップ 2試合0得点
- 2008年
  - パンパシフィックチャンピオンシップ 2試合0得点
  - スルガ銀行チャンピオンシップ 1試合0得点
- 2015年
  - スルガ銀行チャンピオンシップ 1試合0得点

Jリーグ
- 初出場 - 1996年3月16日 Jリーグ第1節 vs浦和レッドダイヤモンズ（さいたま市駒場スタジアム）
- 初得点 - 1997年8月23日 Jリーグ2nd 第7節 vs鹿島アントラーズ（日立柏サッカー場）
- 200試合出場 - 2004年4月11日 J1 1st第4節 名古屋グランパスエイト（豊田スタジアム）
- 300試合出場 - 2007年8月29日 J1第23節 vs鹿島アントラーズ（石川県西部緑地公園陸上競技場）
- 350試合出場 - 2009年5月2日 J1第9節 vs大分トリニータ（九州石油ドーム）
- 400試合出場 - 2010年11月23日 J1第32節 vs湘南ベルマーレ（万博記念競技場）
- 450試合出場 - 2012年9月1日 J1第24節 vsサガン鳥栖（ベストアメニティスタジアム）

## タイトル

### クラブ
柏レイソル
- Jリーグカップ：1回（1999年）

ガンバ大阪
- J1リーグ：1回（2014年）
- J2リーグ：1回（2013年）
- Jリーグカップ：2回（2007年、2014年）
- 天皇杯 JFA 全日本サッカー選手権大会：4回（2008年、2009年、2014年、2015年）
- ゼロックススーパーカップ：2回（2007年、2015年）
- AFCチャンピオンズリーグ：1回（2008年）
- パンパシフィックチャンピオンシップ：1回（2008年）

AC長野パルセイロ
- 長野県サッカー選手権大会：3回（2017年、2018年、2019年）

### 代表
日本代表
- AFCアジアカップ：1回（2000年）

### 個人
- Jリーグ優秀選手賞：4回（2000年、2007年 - 2009年）
- Jリーグベストイレブン：1回（2000年）

## 代表歴
- 国際Aマッチ初出場 - 2000年2月13日 AFCアジアカップ2000・予選 vsシンガポール代表（澳門運動場）
- 国際Aマッチ初得点 - 2000年10月25日 AFCアジアカップ2000 vsイラク代表（カミール・シャムーン・スポーツ・シティ・スタジアム）

### 出場大会
- U-19日本代表
  - 1996年 - AFCユース選手権
- U-20日本代表
  - 1997年 - FIFAワールドユース選手権
- U-23日本代表
  - 2000年 - シドニーオリンピック
- 日本代表
  - 2000年 - AFCアジアカップ2000
  - 2001年 - FIFAコンフェデレーションズカップ2001
  - 2002年 - 2002 FIFAワールドカップ
  - 2003年 - FIFAコンフェデレーションズカップ2003

### 試合数
- 国際Aマッチ 26試合 3得点（2000年 - 2003年）[1]

| 日本代表 | 国際Aマッチ | 国際Aマッチ |
| 年       | 出場        | 得点        |
| -------- | ----------- | ----------- |
| 2000     | 9           | 2           |
| 2001     | 7           | 0           |
| 2002     | 10          | 1           |
| 2003     | 0           | 0           |
| 通算     | 26          | 3           |

### 出場
| No. | 開催日         | 開催都市   | スタジアム                                         | 対戦相手       | 結果 | 監督                 | 大会                               |
| --- | -------------- | ---------- | -------------------------------------------------- | -------------- | ---- | -------------------- | ---------------------------------- |
| 1.  | 2000年02月13日 | マカオ     | 澳門運動場                                         | シンガポール   | ○3-0 | フィリップ・トルシエ | AFCアジアカップ2000予選            |
| 2.  | 2000年02月20日 | マカオ     | 澳門運動場                                         | マカオ         | ○3-0 | フィリップ・トルシエ | AFCアジアカップ2000予選            |
| 3.  | 2000年10月14日 | サイダ     | サイダ国際スタジアム                               | サウジアラビア | ○4-1 | フィリップ・トルシエ | AFCアジアカップ2000                |
| 4.  | 2000年10月17日 | サイダ     | サイダ国際スタジアム                               | ウズベキスタン | ○8-1 | フィリップ・トルシエ | AFCアジアカップ2000                |
| 5.  | 2000年10月20日 | ベイルート | カミール・シャムーン・スポーツ・シティ・スタジアム | カタール       | △1-1 | フィリップ・トルシエ | AFCアジアカップ2000                |
| 6.  | 2000年10月24日 | ベイルート | カミール・シャムーン・スポーツ・シティ・スタジアム | イラク         | ○4-1 | フィリップ・トルシエ | AFCアジアカップ2000                |
| 7.  | 2000年10月26日 | ベイルート | カミール・シャムーン・スポーツ・シティ・スタジアム | 中華人民共和国 | ○3-2 | フィリップ・トルシエ | AFCアジアカップ2000                |
| 8.  | 2000年10月29日 | ベイルート | カミール・シャムーン・スポーツ・シティ・スタジアム | サウジアラビア | ○1-0 | フィリップ・トルシエ | AFCアジアカップ2000                |
| 9.  | 2000年12月20日 | 東京都     | 国立霞ヶ丘競技場陸上競技場                         | 韓国           | △1-1 | フィリップ・トルシエ | キリンビバレッジ2000               |
| 10. | 2001年03月24日 | サンドニ   | スタッド・ド・フランス                             | フランス       | ●0-5 | フィリップ・トルシエ | 国際親善試合                       |
| 11. | 2001年04月25日 | コルドバ   | エスタディオ・ヌエボ・アルカンヘル                 | スペイン       | ●0-1 | フィリップ・トルシエ | 国際親善試合                       |
| 12. | 2001年05月31日 | 新潟県     | 新潟スタジアム                                     | カナダ         | ○3-0 | フィリップ・トルシエ | FIFAコンフェデレーションカップ2001 |
| 13. | 2001年06月02日 | 新潟県     | 新潟スタジアム                                     | カメルーン     | ○2-0 | フィリップ・トルシエ | FIFAコンフェデレーションカップ2001 |
| 14. | 2001年06月04日 | 茨城県     | 茨城県立カシマサッカースタジアム                   | ブラジル       | △0-0 | フィリップ・トルシエ | FIFAコンフェデレーションカップ2001 |
| 15. | 2001年08月15日 | 静岡県     | 静岡県小笠山総合運動公園スタジアム                 | オーストラリア | ○3-0 | フィリップ・トルシエ | AFC/OFCチャレンジカップ2001        |
| 16. | 2001年11月07日 | 埼玉県     | 埼玉スタジアム2002                                 | イタリア       | △1-1 | フィリップ・トルシエ | キリンチャレンジカップ2001         |
| 17. | 2002年03月21日 | 大阪府     | 長居陸上競技場                                     | ウクライナ     | ○1-0 | フィリップ・トルシエ | キリンチャレンジカップ2002         |
| 18. | 2002年03月27日 | ウッジ     | ビジェフスタジアム                                 | ポーランド     | ○2-0 | フィリップ・トルシエ | 国際親善試合                       |
| 19. | 2002年04月17日 | 神奈川県   | 横浜国際総合競技場                                 | コスタリカ     | △1-1 | フィリップ・トルシエ | キリンチャレンジカップ2002         |
| 20. | 2002年04月29日 | 東京都     | 国立霞ヶ丘競技場陸上競技場                         | スロバキア     | ○1-0 | フィリップ・トルシエ | キリンカップサッカー2002           |
| 21. | 2002年05月02日 | 兵庫県     | 御崎公園球技場                                     | ホンジュラス   | △3-3 | フィリップ・トルシエ | キリンカップサッカー2002           |
| 22. | 2002年05月14日 | オスロ     | ウレボールスタジアム                               | ノルウェー     | ●0-3 | フィリップ・トルシエ | 国際親善試合                       |
| 23. | 2002年05月25日 | 東京都     | 国立霞ヶ丘競技場陸上競技場                         | スウェーデン   | △1-1 | フィリップ・トルシエ | キリンチャレンジカップ2002         |
| 24. | 2002年06月09日 | 神奈川県   | 横浜国際総合競技場                                 | ロシア         | ○1-0 | フィリップ・トルシエ | 2002 FIFAワールドカップ            |
| 25. | 2002年06月14日 | 大阪府     | 長居陸上競技場                                     | チュニジア     | ○2-0 | フィリップ・トルシエ | 2002 FIFAワールドカップ            |
| 26. | 2002年06月18日 | 宮城県     | 宮城スタジアム                                     | トルコ         | ●0-1 | フィリップ・トルシエ | 2002 FIFAワールドカップ            |

### ゴール
| #  | 開催年月日     | 開催地     | スタジアム                                         | 対戦国     | 勝敗 | 試合概要                   |
| -- | -------------- | ---------- | -------------------------------------------------- | ---------- | ---- | -------------------------- |
| 1. | 2000年10月24日 | ベイルート | カミール・シャムーン・スポーツ・シティ・スタジアム | イラク     | ○4-1 | AFCアジアカップ2000        |
| 2. | 2000年10月26日 | ベイルート | カミール・シャムーン・スポーツ・シティ・スタジアム | 中国       | ○3-2 | AFCアジアカップ2000        |
| 3. | 2002年04月17日 | 横浜       | 横浜国際総合競技場                                 | コスタリカ | △1-1 | キリンチャレンジカップ2002 |

## 指導歴
- 2020年 - ガンバ大阪
  - 2020年 ジュニアユース コーチ
  - 2021年 - 2024年 ユース コーチ
  - 2025年 - トップチーム コーチ

## 出演

### ドキュメンタリー
- 六月の勝利の歌を忘れない 日本代表、真実の30日間ドキュメント VOL.1/VOL.2 - 監督・編集 岩井俊二（2002年）

### CM・広告
- カラープリンター C2220 ［リフティング篇］ - 富士ゼロックス（2001年 - 2002年）
- 加齢臭の元、ノネナールに挑戦！35才ガンバ大阪 明神選手　嗅ぐ！ - ロート製薬（2013年 -